# The Human Shield (ER)
The Human Shield is de zevende aflevering van het twaalfde seizoen van de televisieserie ER, die voor het eerst werd uitgezonden op 10 november 2005.

## Verhaal
Dr. Kovac en dr. Clemente krijgen een heftige discussie over de behandeling van een tienjarige patiënte. Zij werd als menselijk schild gebruikt door haar misbruiker en werd toen geraakt door een politiekogel. Deze discussie zorgt ervoor dat dr. Lockhart hier midden in staat, ondanks alle zorgen van de doktoren overlijdt zij aan haar verwondingen. De discussie tussen dr. Kovac en dr. Clemente zorgt ervoor dat dr. Kovac besluit zijn naam op te geven voor de functie van hoofd SEH. Dr. Lockhart is emotioneel na het overlijden van het meisje en zoekt troost bij dr. Kovac, dit eindigt in een kus.
Dr. Rasgotra hoort tot haar teleurstelling dat haar vriend dr. Gallant nog niet naar huis komt. Ondertussen ontmoet zij de nieuwe ambulancemedewerker Gates die interesse in haar toont. 
Dr. Barnett heeft het uitgemaakt met Zoe maar moet toch nog een prijs betalen voor hun relatie, haar woeste vader komt verhaal halen en geeft dr. Barnett een paar rake klappen.

## Rolverdeling

### Hoofdrollen
- Goran Višnjić - Dr. Luka Kovac
- Maura Tierney - Dr. Abby Lockhart
- Mekhi Phifer - Dr. Gregory Pratt
- Parminder Nagra - Dr. Neela Rasgrota
- Shane West - Dr. Ray Barnett
- Laura Innes - Dr. Kerry Weaver
- John Leguizamo - Dr. Victor Clemente
- Kristen Johnston - Dr. Eve Peyton
- Leland Orser - Dr. Lucien Dubenko
- Linda Cardellini - verpleegster Samantha 'Sam' Taggart
- Laura Cerón - verpleegster Chuny Marquez
- Deezer D - verpleger Malik McGrath
- April L. Hernandez - verpleegster Inez
- John Stamos - ambulancemedewerker Tony Gates
- Montae Russell - ambulancemedewerker Dwight Zadro
- Emily Wagner - ambulancemedewerker Doris Pickman
- Louie Liberti - ambulancemedewerker Bardelli
- Abraham Benrubi - Jerry Markovic
- Troy Evans - Frank Martin
- Jordan Calloway - K.J. Thibeaux

### Gastrollen (selectie)
- Kat Dennings - Zoe Butler
- Brad Greenquist - Mr. Butler
- C. Thomas Howell - Vincent Jansen
- Juliette Goglia - Sydney Carlyle
- Bobby Nish - politieagent Danny Yau
- Bradley Snedeker - politieagent Jimmy Howe
- Jake Richardson - Ian Summerlin